# Allan Taylor (Offizier)
Sir Allan Macnab Taylor, KBE, MC (* 26. März 1919; † 13. Juni 2004) war ein britischer Offizier der British Army, der unter anderem zuletzt als Generalleutnant zwischen 1973 und 1976 Stellvertretender Oberkommandierender der Landstreitkräfte (Deputy Commander-in-Chief UK Land Forces) war.

## Leben

### Offizier und Zweiter Weltkrieg
Allan Macnab Taylor, Sohn von Alexander Lawrence Taylor and Winifred Ethel Nisbet, trat nach dem Besuch der Fyling Hall School in die Panzertruppe (Royal Armoured Corps) der British Army ein und wurde während des Zweiten Weltkrieges im Rahmen der kriegsbedingten Einstellung auf Zeit (Emergency Commission) am 6. April 1940 zum Leutnant (Second Lieutenant) befördert. Während dieser Zeit wurde er am 5. Februar 1942 kommissarischer Hauptmann (Acting Captain) und erhielt am 5. Mai 1942 den kommissarischen Rang eines Majors (Acting Major) sowie den vorübergehenden Dienstgrad eines Hauptmanns (Temporary Captain), woraufhin er zwischen dem 8. Juni und dem 31. Juli 1942 Truppführer (Troop Leader) des 10. Bataillons des Königlichen Panzerregiments (10th Battalion, Royal Tank Regiment) war. Nachdem er 1942 für einige Zeit Instrukteur an der Kampfschule (Battle School) des Allgemeinen Hauptquartiers (General Headquarters), erhielt er am 10. September 1942 den kriegsdienstbezogenen Rang eines Hauptmanns (War Substantive Captain) und den vorübergehenden Rang eines Majors (Temporary Major). Er war daraufhin zwischen dem 10. September 1942 und dem 4. August 1945 Schwadronsführer (Squadron Leader) im 7. Bataillons des Königlichen Panzerregiments (7th Battalion, Royal Tank Regiment). Er nahm im Rahmen der alliierten Landung in der Normandie im Juni 1944 an der Operation Neptune teil und im weiteren Verlauf an der Schlacht an der Odon sowie der Schlacht um Caen (6. Juni bis 15. August 1944). Für seine dortigen Verdienste wurde ihm am 21. Dezember 1944 das Military Cross verliehen und war gegen Kriegsende an der Überquerung des Rheins im März 1945 beteiligt.

### Nachkriegszeit und Aufstieg zum Generalleutnant
Nach Kriegsende und Ablauf seiner Stellung als Offizier auf Zeit wurde Taylor am 21. Juni 1946 als Berufssoldat (Permanent Commission) in British Army übernommen. Er hatte zwischen dem 12. Februar 1946 und dem 3. April 1951 wieder den vorübergehenden Rang eines Majors (Temporary Major) inne und erhielt für seine Verdienste am 4. Juli 1947 die Efficiency Medal (EM). In den folgenden Jahren fand er verschiedene Verwendungen als Offizier und Stabsoffizier. fungierte als Oberstleutnant (Lieutenant-Colonel) zwischen November 1959 und Juni 1960 als Kommandeur (Commanding Officer) des 5. Bataillons des Panzerregiments (5th Royal Tank Regiment) sowie im Anschluss von September 1960 und 1962 als Kommandeur des 3. Bataillons des Panzerregiments (3rd Royal Tank Regiment). Nachdem er 1962 Stellvertretender Adjutant und Generalquartiermeister der 1. Panzerdivision (Assistant Adjutant and Quartermaster General, 1st Armoured Division) sowie 1963 Kommandant der Schießausbildungsschule der Panzertruppen (Royal Armoured Corps Gunnery School) auf der Lulworth Military Range war, fungierte er als Brigadegeneral (Brigadier) zwischen Dezember 1963 und November 1966 als Kommandant der Infanteriebrigade Berlin (Commanding, Berlin Infantry Brigade).
Im Januar 1968 übernahm Allan Taylor als Generalmajor (Major-General) von Generalmajor Richard Ward den Posten als Kommandeur der in Verden an der Aller stationierten 1. Panzerdivision (General Officer Commanding, 1st Armoured Division). Er verblieb auf diesem Posten bis zum Januar 1970 und wurde daraufhin von Generalmajor Jack Harman abgelöst. Im Anschluss wurde er im Januar 1970 Nachfolger von Generalmajor John Sharp als Kommandant des Staff College Camberley und behielt diese Funktion bis zu seiner Ablösung durch Generalmajor Patrick Howard-Dobson im Januar 1972. Nach seiner Beförderung zum Generalleutnant (Lieutenant-General) am 29. Januar 1972 wurde er als Nachfolger von Generalmajor Bernard Penfold im April 1972 Oberkommandierender des Militärbezirks Südost (General Officer Commanding-in-Chief, South-East District) und hatte diesen bis Dezember 1972 inne, woraufhin Generalleutnant Terence McMeekin ihn ablöste. Am 3. Juni 1972 wurde er im Zuge der „HM’s Birthday Honours“ zum Knight Commander des militärischen Zweiges des Order of the British Empire (KBE) geschlagen, so dass er fortan den Namenszusatz „Sir“ führte. Zuletzt wurde er im Januar 1976 Nachfolger von Generalleutnant Sir Frank King Stellvertretender Oberkommandierender der Landstreitkräfte (Deputy Commander-in-Chief UK Land Forces) und verblieb auf diesem Posten bis zu seiner Ablösung durch Generalleutnant Sir Hugh Beach Januar 1976. Am 1. Februar 1976 trat er in den Ruhestand.
Aus seiner 1945 geschlossenen sowie 1963 aufgelösten Ehe mit Madeleine Turpin gingen zwei Töchter hervor.